# دان كمال
دان كمال (بالإنجليزية: Dan Kamal)‏ هو صحفي أمريكي، ولد في 1951.